# Општина Ип (Салаж)
Ип (рум. Ip) општина је у Румунији у округу Салаж.
Oпштина се налази на надморској висини од 190 m.